# العلاقات الصينية السورينامية
العلاقات الصينية السورينامية هي العلاقات الثنائية التي تجمع بين الصين وسورينام.

## مقارنة بين البلدين
هذه مقارنة عامة ومرجعية للدولتين:
| وجه المقارنة                                              | الصين                    | سورينام                        |
| --------------------------------------------------------- | ------------------------ | ------------------------------ |
| المساحة (كم2)                                             | 9.60 مليون               | 163.27 ألف                     |
| عدد السكان (نسمة)                                         | 1.33 مليار               | 563.40 ألف                     |
| الكثافة السكانية (ن./كم²)                                 | 138.54                   | 3.45                           |
| العاصمة                                                   | بكين                     | باراماريبو                     |
| اللغة الرسمية                                             | اللغة الصينية القياسية   | اللغة الهولندية                |
| العملة                                                    | رنمينبي                  | دولار سورينامي، غيلدر سورينامي |
| الناتج المحلي الإجمالي (بليون دولار)                      | 12.24 تريليون            | 3.32 مليار                     |
| الناتج المحلي الإجمالي (تعادل القوة الشرائية) بليون دولار | 19.82 تريليون            | 9.07 مليار                     |
| الناتج المحلي الإجمالي الاسمي للفرد دولار أمريكي          | 8.03 ألف                 | 9.48 ألف                       |
| الناتج المحلي الإجمالي للفرد دولار أمريكي                 | 13.21 ألف                | 16.64 ألف                      |
| مؤشر التنمية البشرية                                      | 0.728                    | 0.714                          |
| رمز المكالمات الدولي                                      | +86                      | +597                           |
| رمز الإنترنت                                              | .cn، .中国 ‏، .中國 ‏      | .sr                            |
| المنطقة الزمنية                                           | توقيت الصين، ت ع م+08:00 | 00                             |

## منظمات دولية مشتركة
يشترك البلدان في عضوية مجموعة من المنظمات الدولية، منها:
| علم المنظمة | اسم المنظمة                        | تاريخ انضمام الصين | تاريخ انضمام سورينام |
| ----------- | ---------------------------------- | ------------------ | -------------------- |
|             | يونسكو                             | 4 نوفمبر 1946      | 16 يوليو 1976        |
|             | وكالة ضمان الاستثمار متعدد الأطراف | 30 أبريل 1988      | 2 يوليو 2003         |
|             | الأمم المتحدة                      | 25 أكتوبر 1971     | 4 ديسمبر 1975        |
|             | الاتحاد البريدي العالمي            | ?                  | ?                    |
|             | البنك الدولي للإنشاء والتعمير      | 27 ديسمبر 1945     | 27 يونيو 1978        |
|             | المنظمة الهيدروغرافية الدولية      | ?                  | ?                    |
|             | بنك التنمية الكاريبي ‏              | ?                  | ?                    |
|             | الاتحاد الدولي للاتصالات           | 1 سبتمبر 1920      | 15 يوليو 1976        |
|             | منظمة حظر الأسلحة الكيميائية       | ?                  | ?                    |
|             | مؤسسة التمويل الدولية              | 15 يناير 1969      | 1 سبتمبر 2011        |
|             | منظمة التجارة العالمية             | 11 ديسمبر 2001     | ?                    |
|             | منظمة الشرطة الجنائية الدولية      | ?                  | ?                    |

## أعلام
هذه قائمة لبعض الشخصيات التي تربطها علاقات بالبلدين:
- ديزي بوترس (13 أكتوبر 1945 – )
- هندريك شين وسين (سياسي سورينامي، 18 يناير 1934 – 11 أغسطس 1999)

## وصلات خارجية
- موقع وزارة الخارجية الصينية
- موقع وزارة الخارجية السورينامية